# Marc Hooghe
Marc Hooghe (30 september 1964) is een Vlaams politicoloog en socioloog die als gewoon hoogleraar verbonden is aan de Faculteit Sociale wetenschappen van de Katholieke Universiteit Leuven. Hij behandelt als deelnemer aan maatschappelijke debatten thema's als het functioneren van de Belgische federale staatsstructuur en de evolutie van normen en waarden binnen de Westerse samenleving.
Hij doceert politicologie, politieke sociologie, politieke communicatie, en politieke partijen en sociale bewegingen. Eerder doceerde hij ook onder meer aan de Université Lille-II en de Universiteiten van Mannheim en Darmstadt. Enkele van zijn onderzoeksdomeinen zijn: politieke participatie, sociale bewegingen, sociaal kapitaal en sociale cohesie.
Hooghe behaalde in 1987 een licentiaat in hedendaagse geschiedenis aan de Rijksuniversiteit Gent en in 1991 een licentiaat in menselijke ecologie aan de Vrije Universiteit Brussel. In 1997 voltooide hij zijn doctoraat in de politieke wetenschappen eveneens aan de Vrije Universiteit Brussel. Nadien verdedigde hij in 2002 een doctoraat in de sociologie aan de Erasmus Universiteit Rotterdam.
Hij was voorzitter van het Politologisch Instituut, de Vlaamse vereniging voor politieke wetenschappen. Hij is hoofdredacteur van het wetenschappelijke tijdschrift Acta Politica. Recent werk van hem verscheen in British Journal of Political Sciences, West European Politics, European Journal of Political Research, Comparative Political Studies, International Political Science Review, Canadian Journal of Political Science, Women and Politics, International Migration Review, Electoral Studies,Party Politics en Political Behavior. Hij is lid van de Paviagroep, die ijvert voor een betere werking van de Belgische federale staatsstructuur.

## Auteursfraude
In 2017 kwam Hooghe onder vuur te liggen omdat hij werk van andere onderzoekers onder eigen naam had gepubliceerd en belangrijke bijdragen van andere onvermeld had gelaten. Vier onderzoekers hadden daarover in 2015 een klacht tegen hem ingediend bij de Commissie voor Wetenschappelijke Integriteit (CWI) van KU Leuven. Een van de betrokkenen zag stukken uit eigen werk plots opduiken in een academische paper van Hooghe. In een ander geval werd een paper gepubliceerd met daaronder de naam van Hooghe, terwijl die van de mede-auteur ontbrak. Een andere onderzoekster werd zelf beschuldigd van plagiaat, toen ze een paper die een tijdlang in de lade was blijven liggen, alsnog wilde publiceren. Hooghe had het werk zonder haar medeweten en met zijn naam erop ingediend. Drie van de vier ingediende dossiers werden gegrond verklaard. Volgens bepaalde medewerkers was dit slechts het topje van de ijsberg, en was er ook sprake van machtsmisbruik en intimidatie.
De tuchtsanctie na een eerste advies van het CWI bleef relatief beperkt. Hooghe moest de fouten rechtzetten en de komende periode zijn publicaties vooraf bespreken met de decaan van de faculteit. Dat de klachten werden weerhouden, maar dat tegelijk de sanctie wel heel beperkt bleef, zette dan weer kwaad bloed bij de getroffen onderzoekers. Die insinueerden dat Hooghe ontzien werd omdat hij belangrijke fondsen wist binnen te halen en de universiteit de kip met de gouden eieren niet wilde slachten. Rector Rik Torfs ontkende evenwel financiële motieven in de beoordeling.
Op basis van een tweede advies van de integriteitscommissie uit 2018, die er kwam na een tweede klacht, sanctioneerde de KU Leuven Hooghe, maar de universiteit communiceerde niet op welke manier. Hij trad terug als hoofd van het Centrum voor Politicologie, maar behield zijn graad als gewoon hoogleraar.
In 2019 kwam de man weer in opspraak wegens nieuwe wetenschappelijke fraude. De universiteit ontkende echter dat er nieuwe feiten gepleegd waren. Uit documenten die de krant De Morgen kon inkijken, zou echter blijken dat er toch één nieuw feit gepleegd werd nadat prof. Hooghe al wist over de eerdere klachten.

## Boeken
- Kris Deschouwer, Pascal Delwit, Marc Hooghe, Stefaan Walgrave (eds), Les voix du peuple. Le comportement électoral au scrutin du 10 juin 2009, Bruxelles, Editions de l'Université de Bruxelles, 2010.